# Kachori
Le kachori, kachauri, kachodi ou katchuri (en hindi : कचौड़ी ou कचौरी ; en bengali : কচুরি ; en oriya : କଚୋଡ଼ି) est un casse-croûte épicé,. Il consiste en une farce à base de pois dans une boule de farine cuite dans de l’huile.

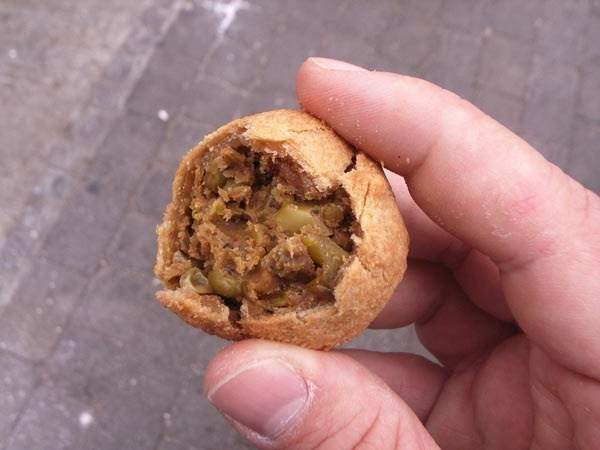
Un kachori du Gujarat.

Le kachori est populaire dans de nombreux États de l'Inde comme l'Uttar Pradesh, le Rajasthan, Delhi, le Maharashtra, le Madhya Pradesh, le Gujarat, le Bengale et l'Orissa et aussi à Karachi au Pakistan.